# Ivan Osipovič Jarkovskij
Ivan Osipovič Jarkovskij, in russo Иван Осипович Ярковский?, e nella traslitterazione anglosassone Ivan Osipovich Yarkovsky (Vicebsk, 24 maggio 1844 – Heidelberg, 22 gennaio 1902), è stato un ingegnere e astronomo russo conosciuto per il suo lavoro sugli effetti della radiazione termica sugli asteroidi.

## Biografia
Nacque da una famiglia di origine polacca, il 24 maggio 1844, nella provincia russa di Vicebsk (ora parte della Bielorussia). 
Dopo la morte del padre nel 1847, emigrò con la madre a Mosca, dove ricevette la sua educazione elementare. Sua madre morì poco tempo dopo e il giovane Ivan Jarkovskij entrò in una scuola militare per gli orfani. Dopo aver terminato i suoi studi, prestò servizio militare in una divisione di artiglieria nel Caucaso.
Nel 1872 si laureò come ingegnere civile presso l'Istituto di Tecnologia Pratica (ora Istituto Tecnologico) a San Pietroburgo.
Un anno dopo, nel 1873, durante l'espansione della rete ferroviaria russa, andò a lavorare presso una compagnia ferroviaria dove rimase per circa 20 anni.
Nel 1889 fu nominato presidente della Società Tecnologica Russa, un'organizzazione per promuovere lo sviluppo tecnologico della Russia.
Nella primavera del 1901 si ammalò e fu inviato all'estero dai suoi medici in cerca di una cura. Morì di sarcoma il 22 gennaio 1902, presso l'Ospedale Accademico di Heidelberg, Germania.

## Teorie preliminari
Nel tempo in cui visse Jarkovskij, il mondo scientifico stava subendo profondi cambiamenti. La visione di Newton traballava. L'ingegnere russo investigò alcuni dei numerosi problemi che inquietavano gli scienziati del tempo. Tentò di sviluppare una teoria per dimostrare che l'etere e la materia erano due stati differenti della medesima entità. Nello stesso modo credette fermamente che l'atomo non era indivisibile e immutabile (una convinzione che molti dei suoi colleghi, come Mendeleev, non condividevano).
Intorno al 1875 Jarkovskij previde (sulla base di una teoria errata) il fenomeno della radioattività, che sarebbe stato poi scoperto nel 1896 dal fisico francese Henri Becquerel.
Nel tentativo di dimostrare le sue teorie sulla materia e sull'etere, Jarkovskij si interessò di astronomia. Quando, a metà del diciannovesimo secolo, si scoprì che lo spettro stellare poteva essere suddiviso in più classi, Jarkovskij fu il primo a suggerire la sua relazione con l'evoluzione delle stelle.

## L'effetto Yarkovsky
A partire dall'anno 1870 produsse uno studio Sugli effetti della radiazione termica su piccoli oggetti nel sistema solare come, ad esempio, gli asteroidi. Da questa ricerca, ulteriori elaborazioni, hanno condotto alla formulazione della teoria sull'effetto YORP.
In un pamphlet di appena 17 pagine, Jarkovskij tentò di spiegare il moto perpetuo dei pianeti e di altri oggetti più piccoli in orbita attorno al sole basandosi sull'ipotesi che esistesse una resistenza della luce al movimento.
Studiando il movimento di una cometa, osservò l'esistenza di due forze opposte: una accelerante, un'altra frenante. Quest'ultima era direttamente proporzionale al livello di radiazione solare, e inversamente proporzionale al quadrato della distanza dal Sole.
A partire da queste osservazioni, descrisse un fenomeno al quale Ernst J. Öpik, qualche decennio più tardi, avrebbe dato il suo nome. Questo fenomeno, conosciuto come effetto Yarkovsky, causa alterazioni nella traiettoria di piccoli oggetti in orbita attorno al Sole. Il fenomeno è innescato dal riscaldamento irregolare delle facce di un corpo in rotazione; una delle quali assorbe più calore e lo irradia indietro mentre ruota, squilibrando l'orbita dell'oggetto.
A lui è dedicato l'asteroide 35334 Yarkovsky.
Nel 1888 ha anche sviluppato una spiegazione meccanica della gravitazione.